# Lütkennupen
Lütkennupen är en bergstopp i Antarktis. Den ligger i Östantarktis. Norge gör anspråk på området. Toppen på Lütkennupen är 1 581 meter över havet.
Terrängen runt Lütkennupen är varierad, och sluttar norrut. Trakten är obefolkad. Det finns inga samhällen i närheten. 